# Carne de cabra

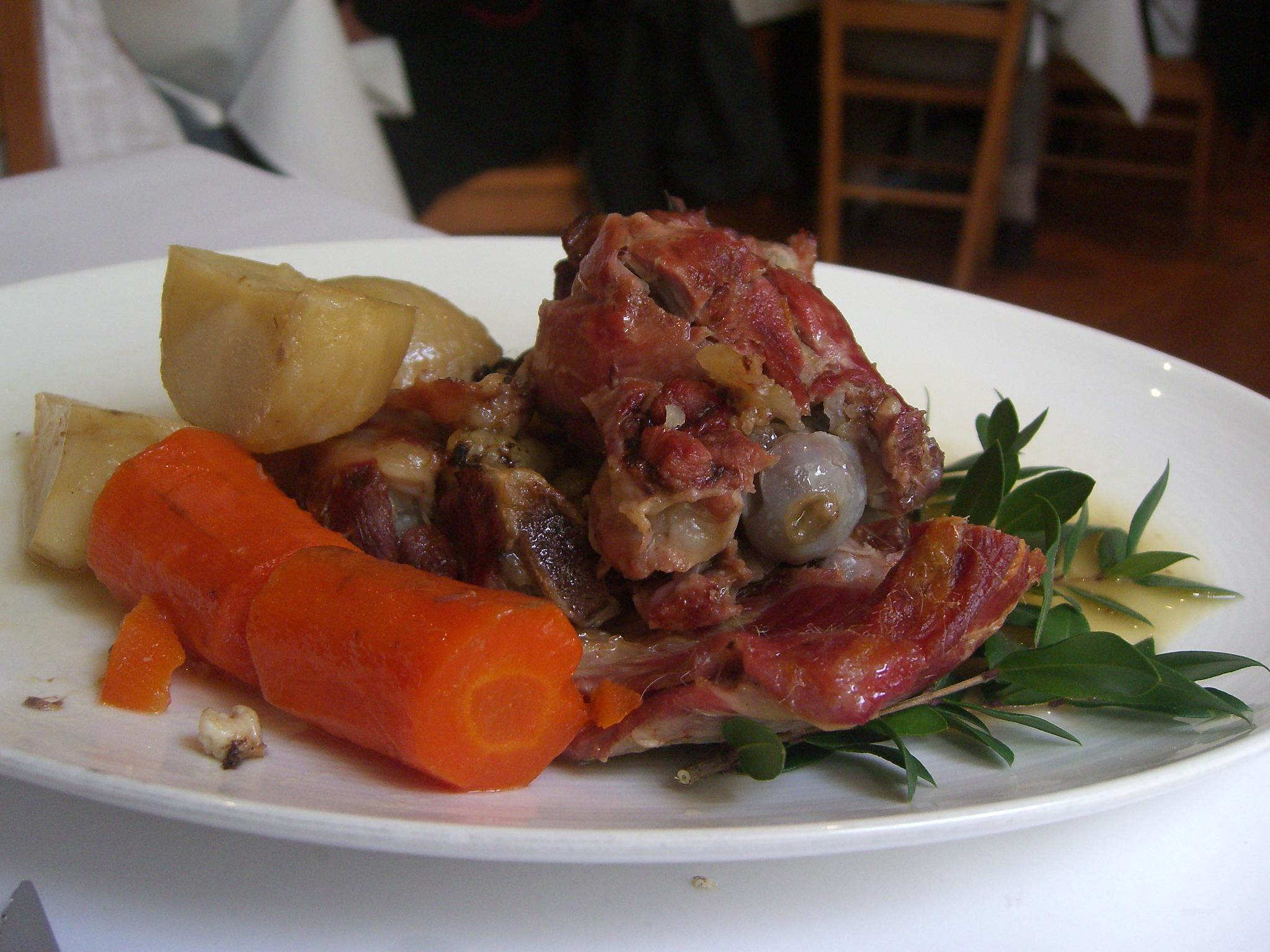
Carne de cabrito asada.

La carne de cabra proveniente de la cabra doméstica (Capra aegagrus hircus) es empleada como alimento humano en diferentes partes del mundo. Si bien tiene diferentes niveles de aceptación en las diferentes culturas. La habilidad que posee la cabra para digerir celulosa de las plantas hace de él un animal que habite en los entornos más pobres. Las cabras producen cuatro productos básicos a la humanidad: carne, leche, fibra y pieles. 

## Características

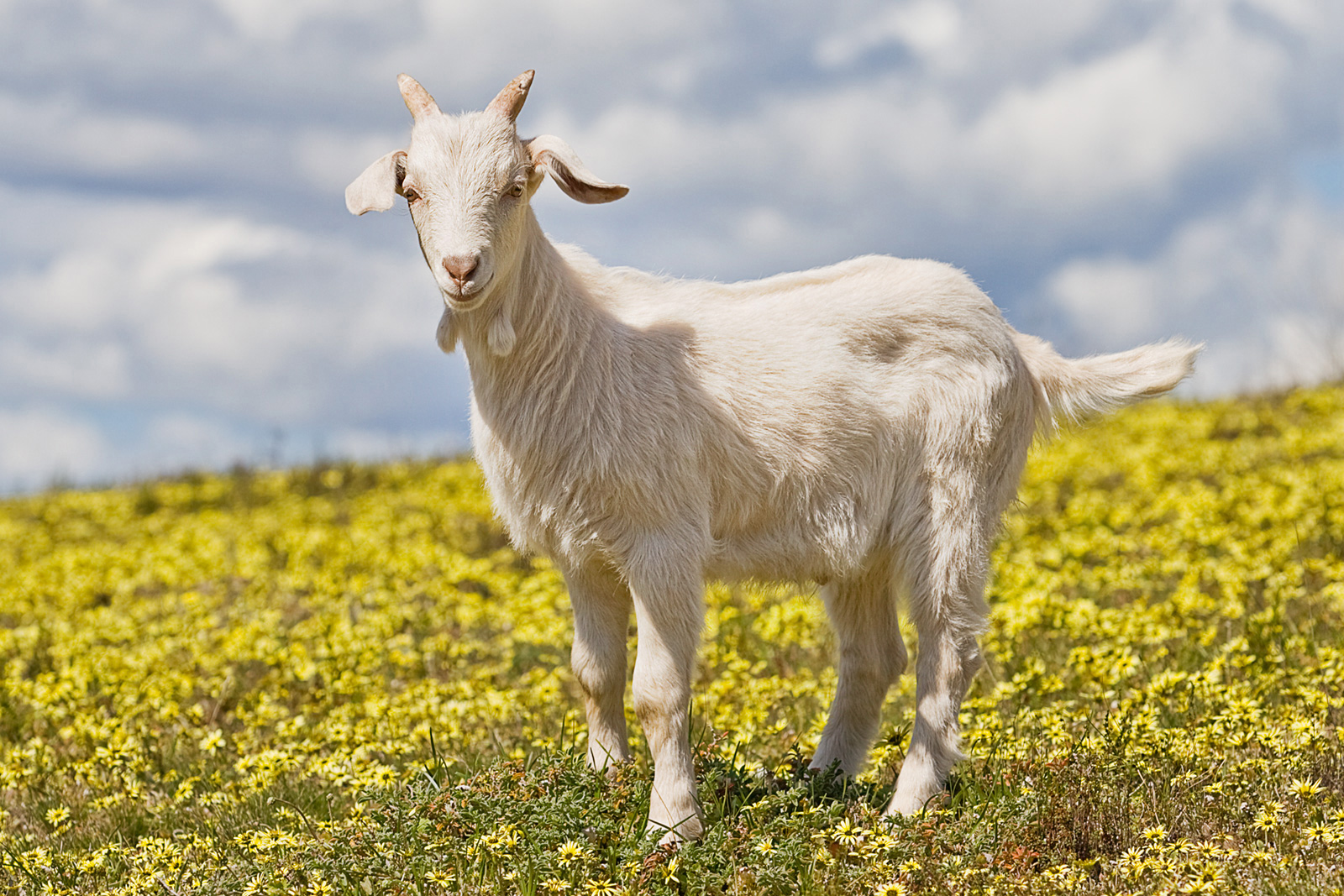
Cabra domesticada.

Las cabras se domesticaron por primera vez en el oriente próximo procedente de la capra aegagrus conocida en Persia como padang. Es muy posible que la domesticación fuera posible en áreas cercanas a los Montes Zagros. Se sabe este detalle de las excavaciones realizadas en el área y por la abundancia relativa de huesos que se determina fue en periodos cercanos al Neolítico.
En la actualidad la cabra forma parte de las economías de subsistencia, la cabra produce productos útiles con una inversión mínima. Es por esta razón por la que el noventa por ciento del munco recae en países no-industrializados. Su adaptación a diferentes climas, bien sean secos o húmedos, hace que se pueda encontrar este animal en una extensión grande del planeta. La carne de cabra es especialmente importante en Oriente Próximo y Asia meridional, sin embargo en el Norte de Europa y en América del Norte. En México se come en la región de Monterrey asando el animal sacrificado en canal en un guiso conocido tradicionalmente cómo cabrito. Sin embargo está no es la única forma de consumirlo en ese país ya que en la región del Estado de Guerrero se prepara barbacoa colocando la carne y vísceras en hojas de maguey en un foso excavado en la tierra el cual previamente se relleno de piedras calientes.

### Consideraciones religiosas
Cabe pensar que la carne de cabra pueda ser un alimento tabú para algunas culturas. No obstante su carne es aceptada por religiones como el islam y el hinduismo. El judaísmo permite igualmente su consumo por ser kosher.

### Carne
Una carcasa sacrificada del animal puede tenerse dos o tres días, esto hace que una familia se pueda alimentar durante este tiempo. Su carne tarda más en estropearse que la de la vaca. La carne de cabra tiene algunas desventajas comparadas con otras carnes, por ejemplo, su alto rendimiento metabólico hace que la carne sea menos rentable para los productores de carne. Unos trescientos cincuenta kilogramos de vaca requieren de la misma energía que seis cabras (cada una pesando veinticinco kilogramos). El contenido graso de la carne de cabra es menor que el de la carne de oveja.
Otra de las desventajas es que la carne de la cabra tiende a secarse debido a su localizada acumulación de grasa. Su carne es muy afectada por factores como edad y sexo, por ejemplo la carne de los ejemplares jóvenes (cabritos) es muy sabrosa mientras que esa característica disminuye con la edad de la cabra. Los ejemplares machos tienen una glándula que segrega olores inaceptables para la mayoría de los consumidores. Esto hace que en algunos mercados sólo los ejemplares jóvenes sean aceptados.

## Usos culinarios
Uno de los principales usos culinarios de la carne de cabra proviene del sacrificio de animales jóvenes. No obstante otras víceras y partes de la anatomía de la cabra adulta se emplean en las cocinas del mundo, tal es la de los riñones. Por regla general las aplicaciones culinarias empleadas con la carne de oveja son aplicables, de la misma forma, a la carne de cabra. Por regla general se suele emplear en asados o estofados diversos a lo largo del mundo. Un ejemplo de estofado se muestra en la caldereta (empleada en España y Filipinas), las caracolas de cabrito à regional de la cocina portuguesa, el kari kambing una especie de curry elaborado en Indonesia, las tajines marroquíes como el tagine bel kharouf. Existen casos en los que se deseca al aire y se hacen cecinas (o jamones). El consumo de asados y preparaciones a la cacerola también está extendido por diversos países de América Latina. Por ejemplo, en regiones áridas de Chile se registra el consumo de cabritos lechales, mientras que en otras de Argentina se consume asado de esta especie durante las fiestas navideñas, siendo ambas costumbres que también se encuentra en España. También es muy empleada en Venezuela donde se elabora el célebre tarcarí de chivo, las "patas de grillo" o "pat'egrillo" (desmechada y sofrita), etc. Igualmente se emplean las vísceras como chanfaina, así como la panza (estómago), patas y cabeza en el mondongo de chivo. Todo ello mayormente en los estados occidentales Falcón y Lara.